# 二宮聡
二宮 聡（にのみや さとし、1967年3月24日 - ）は、東京都出身の俳優。希楽星、ピープルシアター所属。かつては劇団 翔の会に所属していた。
身長182cm。体重68kg。中央大学法学部卒業。

## 出演

### テレビドラマ
- 芦屋市幼児誘拐事件 - 森本刑事
- 黒沢明物語 - 黒沢明
- 遺言書偽造
- NHKスペシャル
- ぼくが地球を救う - 監視
- 結婚泥棒 - 神父
- 医龍-Team Medical Dragon-2
- 薔薇のない花屋
- 7人の女弁護士 - 検察官
- CHANGE - 朝倉昌也
- コード・ブルー -ドクターヘリ緊急救命- - 医師
- スマイル - 支店長
- ドラマW 誤報 - 渡辺
- 土曜ワイド劇場 法医学教室の事件ファイル31
- 渡る世間は鬼ばかり - 医師
- 緑川警部シリーズ2 - 記者
- はつ恋
- 八重の桜
- 昼顔〜平日午後3時の恋人たち〜
- ザ・ドキュメンタリー「黒船が来た」 - 中島
- 怪盗 山猫
- 花咲舞が黙ってない 第3シリーズ 最終話（2024年6月15日、日本テレビ）-　浅田大輔 役[2]

### 特撮
- ウルトラマンメビウス - シキの護衛
- 仮面ライダーフォーゼ - 三浦の父

### オリジナルビデオ
- JINGI 仁義 - 小池 役

### 舞台
- 黒蜥蜴
- 燃えつきる荒野
- 燃えひろがる荒野
- 燃えあがる荒野
- バグダッドの兵士たち
- 新宿カンタータ
- カルタゴの人々
- 新宿・夏の渦
- 金色の翼に乗りて
- 嘆きのベイルート
- 幻しの王
- 蝦夷地別件
- 女のほむら
- 琉歌・アンティゴネー
- 砂のクロニクル
- シベリアに桜咲くとき
- 焼け焦げるたましい
- ちゃんぽん
- 狂気の路地
- 一点の恥辱なきことを
- 聖なる路地
- 祝祭の路地
- 乳房一揆
- 二人の柳
- 櫻ふぶき日本の心中
- パンタグレーズ
- プラットホーム・光の夏
- アヴァター 〜聖なる化身
- 神々は、戯れせんとや生まれけん
- 心きれぎれの夢
- 阿詩瑪
- りゅうりぇんれん
- 異人たちの辻
- プラットホーム・嘆きの春
- 幻影のムーランルージュ
- 猿の王国

### VP
- 東京ディズニーランド
- 警視庁
- 伊藤忠商事
- ニチメン社員研修

### 朗読
- 尹東柱詩集